# 劉琨

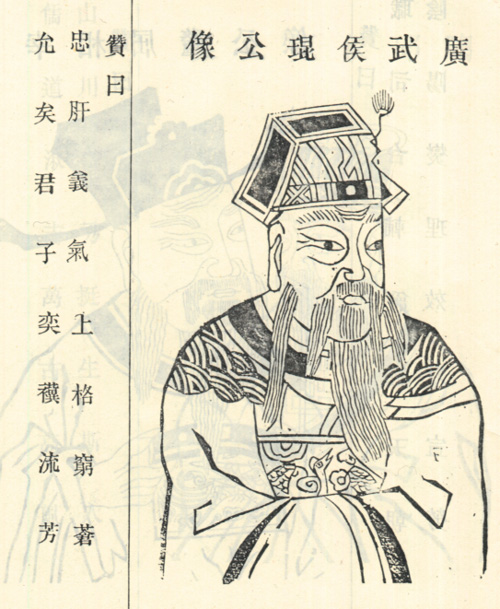
劉琨

劉 琨（りゅう こん、泰始7年（271年） - 大興元年5月8日（318年6月22日））は、中国西晋時代から五胡十六国時代にかけての武将・政治家。字は越石。中山郡魏昌県（現在の河北省定州市南東部）の出身。漢の中山靖王劉勝の末裔であると言われる。八王の乱に際しては司馬顒討伐に大きく貢献し、永嘉の乱が起こると拓跋部と結んで漢（後の前趙）の襲来を阻んだ。文学者としても著名であった。

## 生涯

### 若き日
漢王室に連なる宗族の家系であり、光禄大夫劉蕃の庶子として生まれた。若い頃から才能を見抜く目を持ち、豪勇であることで祖納（祖逖の兄）と共に名を馳せた。
元康7年（297年）、司隸従事に任じられた。当時、征虜将軍石崇は洛陽郊外の金谷澗にある別荘に才能溢れる人物を賓客として迎え、毎日詩賦を作らせていた。劉琨はそれに加ると、ひたすら文を詠む事に没頭したという。その後、時期は不明だが祖逖と共に司州主簿に任じられた。
秘書監賈謐が権勢を握るようになると、劉琨は兄弟と共にその傘下に入り『金谷二十四友』と呼ばれる文学政治団体の一人に数えられた。後に太尉・高密王司馬泰により招集されて掾に任じられ、さらに著作郎、太学博士、尚書郎と移った。

### 八王の乱
永康元年（300年）4月、趙王司馬倫が賈謐を誅殺して政権を掌握すると、劉琨は記室督に任じられ、さらに従事中郎に移った。劉琨の姉は司馬倫の子の司馬荂に嫁いでいたので、劉琨は司馬倫に大いに信任された。
永康2年（301年）1月、司馬倫が帝位を簒奪すると、司馬荂は皇太子となり、劉琨は詹事となって司馬荂の補佐に当たった。3月、三王（斉王司馬冏・成都王司馬穎・河間王司馬顒）が司馬倫討伐を掲げて決起すると、司馬倫は劉琨を冠軍（総大将）に命じ、仮節を与えた。劉琨は孫会と共に皇帝軍三万を率いて黄橋に進軍し、成都王司馬穎と争うも大敗を喫した。劉琨は軍を後退させると、橋を焼き落として防備を固めた。
4月、内乱により司馬倫は殺害された。6月、司馬冏が執政を開始すると、劉琨とその一族は人望があったので特別に罪を許された。劉琨は尚書左丞に任じられ、後に司徒左長史に移った。
太安元年（302年）12月、司馬冏が敗死すると、劉琨は許昌に出鎮していた范陽王司馬虓から招集を受け、司馬に任じられた。
永安元年（304年）11月、恵帝は司馬顒配下の張方により強制的に長安に移された。永興2年（305年）7月、司馬虓は都督幽州諸軍事王浚・東海王司馬越らと共に、恵帝奪還と長安を守る司馬顒打倒を掲げて挙兵した。この時、司馬越は独断で司馬虓を豫州刺史に任じ、元の豫州刺史劉喬を冀州刺史に移らせた。劉喬はこれに大いに反発し、司馬顒の庇護を受けて司馬越・司馬虓らの進軍を阻むようになった。
同年、劉喬が許昌に進軍して司馬虓を攻撃した。劉琨は汝南郡太守杜育らと共に救援に向かったが、到着する前に司馬虓は敗れた。その為、劉琨は司馬虓を迎え入れると河北へ向かったが、劉琨の父母は劉喬に捕縛されてしまった。劉琨は冀州刺史温羨を説得し、司馬虓へ刺史の位を譲ってもらった。司馬虓は冀州を領有すると、劉琨は幽州に派遣され、都督幽州諸軍事王浚へ兵を分けてもらうよう請うた。王浚はこれを容れ、突騎八百を与えた。
12月、劉琨は司馬顒一派掃討の為に兵を挙げ、幽州突騎を率いて河橋へ進軍し、将軍王闡を討ち取った。さらに、司馬虓と共に騎兵五千を率いて黄河を渡ると、司馬顒配下の大将石超を撃破してその首級を挙げた。劉喬は劉琨の父を脅して囚人護送車に乗せ、考城に拠って抵抗したが、劉琨らはこれを破って劉喬を南へ退却させた。これにより、劉琨は父母を取り戻した。そのまま田徽と共に廩丘に進軍すると東平王司馬楙を破った。さらに劉琨は兵を分けて許昌へ進軍すると、許昌の人は戦わずして迎え入れた。この時、司馬越は劉喬の子である劉祐より蕭県の霊璧にて攻撃を受け、進退に窮していたが、劉琨は諸軍を統制して司馬越と合流すると、譙で劉祐を破ってその首級を挙げた。これにより劉喬の軍勢も散亡した。
光熙元年（306年）、司馬顒は張方を殺してその首を司馬越に送り、和睦を求めたが、司馬越は拒否した。司馬顒配下の呂朗は滎陽に駐軍していたが、劉琨が張方の首を示すと降伏した。司馬越軍が長安を攻略して恵帝が迎え入れられると、劉琨は功績により広武侯に封じられ、食邑二千戸を与えられた。

### 并州に赴任
これより以前の永安元年（304年）、匈奴の劉淵が離石において挙兵し、漢（後の前趙）を建国していた。并州刺史である東嬴公司馬騰は劉淵と争うも度々敗れ、大いに恐れて晋陽を離れて鄴に出鎮した。当時、并州の土地は飢饉や漢軍の攻勢により荒廃していた事もあり、多くの百姓が司馬騰に従って南下した。その為、并州に残った民は二万戸にも満たず、国境外からやって来た賊が暴れまわり、交通は断たれていた。
9月、司馬越の命により并州刺史に任じられ、振威将軍・匈奴中郎将を加えられた。劉琨は千人余りを募兵して并州に向かったが、険しい山道や胡人の襲撃に大いに苦しめられた。上党で新たに五百人の兵を集め、戦いながら前進した。赴任する前に上表し、胡賊に囲まれて食糧物資が欠乏している現状を訴え、穀物五百万石・絹五百万匹・綿五百万斤の援助を求めると、朝廷はこれを認めた。板橋に進むと漢の大将軍劉景より攻撃されたが、劉琨はこれを撃破した。
永嘉元年（307年）春、劉琨は転戦を続けて遂に晋陽にたどり着いた。賊によって役所は焼き壊されており、死体が地を覆い、生者もまた飢えて生気を失っていた。災難が各所で溢れ帰り、残忍強欲な人が道中に満ちていた。劉琨はこれらの苦難を取り除くと、遺骨を埋葬し、府朝を造り、市や獄を建てた。寇盗はたびたび不意を狙って襲い掛かったきたので、常に城門付近は戦場となった。百姓は楯を背負って耕作し、弓を備えながら雑草を刈り除いた。劉琨は百姓を慰労して回り、世間の実情をよく理解した。その為、他州に逃れていた流民は少しずつ帰郷するようになった。
当時、劉淵は離石におり、劉琨とは300里離れていた。劉琨は密かに使者を派遣して、劉淵の下にいる少数民族を離間させた。これにより劉琨に降伏する者は1万を超えた。
永嘉2年（308年）、劉淵は劉琨を甚だ憂慮し、蒲子に城を築いて都を移した。11月、劉琨は上党郡太守劉惇に鮮卑兵を与えて壷関を攻撃させ、鎮東将軍綦毋達を敗走させた。劉琨が着任して1年も経たぬ内に、晋陽に至る流民はさらに増え、飼っている鶏や犬の声が互いに聞こえる程、家は密集するようになった。戦乱を避けて劉琨に帰順する人士（教養・地位のある者を指す）も数多く、劉琨はこれをよく慰撫した。だが、上手く彼らを管理できなかったので、1日で劉琨を頼る者は数千人にも上ったが、去る者も多かったという。
永嘉3年（309年）4月、劉淵は征東大将軍王弥・楚王劉聡・前鋒都督石勒らを壷関攻略の為に派遣した。劉琨は黄粛と韓述を迎撃に当たらせたが、敗れて殺された。上党郡太守劉惇は壷関ごと漢に降伏したので、劉琨は都尉張倚を上党郡太守に任じ、襄垣を守らせた。その後、劉琨は漢の傘下に入った鉄弗部の劉虎を討伐した。その隙をついて劉聡が晋陽を攻撃したが、返り討ちにした。
永嘉4年（310年）7月、河内郡太守裴整が漢に捕縛されると、河内督将郭黙は残兵を纏めて塢主となった。劉琨は郭黙を後任の河内郡太守に任じ、漢を防がせた。

### 拓跋猗盧と同盟
劉淵が挙兵した当初、当時の并州刺史司馬騰は拓跋部に救援を要請し、拓跋部もこれに応じて劉淵を度々破って司馬騰を救った。これにより、晋朝と拓跋部は同盟関係となった。
10月、白部大人が反乱を起こして西河に進軍し、さらに鉄弗部の劉虎は雁門で挙兵し、劉琨の支配下にあった新興・雁門の二郡を攻撃した。劉琨は拓跋猗盧へ礼を尽くして救援を求めると、拓跋猗盧は甥の拓跋鬱律に将騎2万を与えて救援に向かわせた。拓跋鬱律は白部を大破すると、さらに劉虎を攻めてその陣営を落とし、朔方へ敗走させた。これにより拓跋猗盧と劉琨の結びつきはさらに強くなり、両者は義兄弟の契りを結んだ。
その後、劉琨は拓跋猗盧を大単于・代公に封じるよう上表した。だが、代郡は幽州に属しており、幽州を統治していた王浚は代郡を開け渡すのを拒絶した。拓跋猗盧は王浚から攻撃を受けたが、これを撃退した。これ以来、王浚と劉琨は敵対するようになった。
劉琨はまた拓跋猗盧へ使者を送り洛陽救援のために援軍を要請すると、拓跋猗盧は歩騎2万を派遣してこれを助けた。
拓跋猗盧が1万戸余りの部落を率いて雁門へ移り、陘北（雁門関の北側一帯）を封地とするよう求めると、劉琨は拓跋猗盧の兵力を頼みとしていたので、楼煩・馬邑・陰館・繁畤・崞の民を陘南へ移住させ、この5県を拓跋猗盧へ与えた。
劉琨は漢王朝打倒の為、太傅司馬越へ使者を派遣し、拓跋猗盧と協力して劉聡と石勒を討つよう持ちかけた。だが、司馬越は青州刺史苟晞と豫州刺史馮崇と対立しており、彼らに背後を突かれることを恐れて断った。劉琨は征討を諦め、拓跋猗盧へ謝意を述べて本国へ帰らせた。
同年、劉琨は平北将軍に任じられた。
永嘉5年（311年）、揚威将軍魏浚が洛北の石梁塢に駐軍すると、劉琨は魏浚を河南尹に任じた。
前趙の将軍石勒は河北を席巻し、強大な勢力を有していた。10月、劉琨は石勒の母王氏と従子石虎の身柄を確保すると、張儒に命じてこの2人を石勒のいる葛陂まで送り届けさせた。また書も合わせて送り、晋朝へ帰順して劉聡を討つよう要請した。石勒はこれを拒否したが、母と石虎を送ってくれたことに対しては感謝の意を示し、使者の張儒を厚くもてなして名馬珍宝を贈って見送った。そしてこれ以後、劉琨との関係を断ち切った。
12月、劉琨は拓跋部との結びつきを強化する為、大人の拓跋猗盧へ使者を送り、子の劉遵を人質として送った。拓跋猗盧はその意を喜び、劉琨へ厚い褒美を返した。劉琨は宗族の高陽内史劉希に命じ、中山で兵を集めさせた。これにより、幽州の代郡・上谷郡・広寧郡の民3万人が帰順した。幽州刺史王浚はこれに激怒し、燕国相胡矩に諸軍を統率させ、遼西公段疾陸眷と共に劉希を攻撃させた。劉希は敗死し、三郡の民は連れ戻された。この敗北により、劉琨は声望を損なったという。
拓跋猗盧は劉琨を援護するために、子の拓跋六脩を新興に駐軍させた。劉琨の牙門将邢延が碧石を劉琨に献上すると、劉琨はそれを拓跋六脩に贈った。拓跋六脩は邢延へ更に多くの碧石を求めたが、邢延が断ったので邢延の妻子を捕えた。邢延は激怒して拓跋六脩を攻撃して追い払いうと、さらに新興で反乱を起こし、漢の劉聡を招き寄せた。劉琨は拓跋猗盧と共にこれを討ち、劉聡を敗走させた。
永嘉6年（312年）3月、靳沖・卜珝らが晋陽を攻めると、拓跋猗盧と共にこれを撃退した。漢の安北将軍趙固・平北将軍王桑が河北郡県を荒らすと、劉琨は趙固らを防ぐ為に兄の子の劉演を魏郡太守に任じて鄴を守らせた。王桑は劉演の襲撃を恐れ、長史臨深を人質として劉琨に送り、帰順を願い出た。これを受け、劉琨は趙固を雍州刺史に、王桑を豫州刺史に任じた。
8月、劉琨は州郡に檄文を送り、10月に平陽で合流して漢を攻略する約定を交わした。拓跋猗盧もこれに力を貸す事に同意した。
劉聡は子の劉易と劉粲および族弟の劉曜を晋陽攻略のために派遣し、令狐泥に先導させた。劉琨は東に向かって常山・中山一帯で兵をかき集め、その間将軍の郝詵・張喬に防戦を命じた。また、拓跋猗盧にも救援を要請した。郝詵と張喬いずれも返り討ちに遭って殺され、太原郡太守高喬と并州別駕郝聿は晋陽ごと劉粲に降伏した。劉琨は晋陽に戻ったが、既に陥落していたので、数十騎を率いて常山へ撤退した。劉粲と劉曜が晋陽に入ると、尚書盧志・侍中許遐・太子右衛率崔瑋を捕えて平陽に送った。また、令狐泥は劉琨の父母を殺害した。
10月、劉琨が拓跋猗盧と合流して事の次第を告げると、拓跋猗盧は漢軍の仕打ちに大いに憤った。長子の拓跋六脩、拓跋猗㐌の子の拓跋普根および衛雄・范班・箕澹らを派遣し、拓跋猗盧は20万を統べ後継となった。劉琨は残兵数千を集めて軍の先鋒となった。劉粲は恐れて、輜重を焼き攻囲を突破して遁走した。拓跋六脩は劉曜と汾東で戦い、これを大いに破った。劉曜・劉粲らは晋陽に戻ったが、夜の間に蒙山を越え、平陽に撤退した。
11月、拓跋猗盧は追撃をかけ、劉儒・劉豊・簡令・張平・邢延を斬った。屍は数百里にも渡り、10人のうち5・6人が戦死した。劉琨が拓跋猗盧の陣営へ出向いて拝謝すると、拓跋猗盧は礼をもってこれをもてなした。劉琨は強く進軍を求めたが、拓跋猗盧は「我の救援が遅れたために、君の父母は殺されてしまい、心から申し訳なく思う。ただ、君は并州を回復することができた。しかも、我は遠方から来て兵馬も疲弊しており、みな戦役の終結を待っている。それに、賊徒は簡単に滅ぼせるものでもない。一旦兵を退き、時期を待ってもよいのではないか」と言った。劉琨は父母の仇を討ちたかったが、力が弱かったので敢えてそれ以上は何も言えず、拓跋猗盧に従った。拓跋猗盧は劉琨に馬・牛・羊各千頭余りと車百乗を譲ると、将軍箕澹・段繁等に晋陽の守備を命じて帰還した。劉琨は戦死した者を思って号泣し、怪我人の手当てに当たった。その後、陽邑に入ると、流亡した民をかき集めた。また、劉粲の参軍盧諶が帰順すると、これを迎え入れた。
以前、劉琨は陳留郡太守焦求を兗州刺史に任じていたが、司空荀藩は李述を兗州刺史に任じたので、李述と焦求が対立するようになった。劉琨は争いを避けるため、焦求を呼び戻した。
建興元年（313年）4月、鄴城が石虎により陥落すると、劉琨は魏郡太守劉演を改めて兗州刺史に任じ、廩丘を守らせた。劉琨が任じた河南尹魏浚が、漢の劉曜に石梁塢で包囲された。劉演と郭黙が援軍を派遣したが、黄河の北で大敗を喫した。魏浚は夜の間に逃走したが、劉曜軍に追撃されて殺された。
6月、拓跋猗盧は劉琨と陘北で会合し、平陽攻略の策を練った。7月、劉琨が藍谷に進むと、拓跋猗盧は拓跋普根を派遣して北屈に駐軍させた。劉琨は監軍の韓拠に命じ、西河から南下して平陽西の西平城に向かわせた。漢帝劉聡は大将軍劉粲に劉琨を、驃騎将軍劉易に拓跋普根を防がせ、蕩晋将軍蘭陽に西平城を救援させた。劉琨らは漢軍が動いたと知ると退却した。
建興2年（314年）1月、劉琨は大将軍に任じられ、都督并州諸軍事・散騎常侍を加えられた。さらに、仮節を与えられた。劉琨は上疏して感謝の意を述べた。
2月、石勒は劉琨に人質を送り、書を奉ってこれまでの事を謝罪し、王浚討伐をもって罪を贖いたいと伝えた。劉琨は王浚と対立していたのでこれに同意し、さらに州郡に檄文を送り「我が猗盧と共に石勒討伐を決めたところ、進退に窮した石勒は幽都（王浚）討伐によって贖罪することを願い出た。よって我々は拓跋六脩に南下させ、平陽（漢の首都）を攻撃し、逆臣（劉聡）を除くことにする」と伝えた。劉琨は拓跋猗盧に漢攻撃を依頼し、彼らは期日を約束し平陽で合流することを決めた。ちょうどこの時期、石勒は王浚を捕縛し、その勢力を併合した。拓跋猗盧に属する諸族1万戸余りは、このことを聞くと、石勒に呼応して反乱を起こした。事が露見すると、拓跋猗盧はすぐさま討伐に当たり、全員皆殺しにした。しかし、漢攻略は中止せざるを得なくなった。
華北には六つの州に八人の刺史がいたが、石勒により七人が滅ぼされ、残ったのは并州刺史劉琨のみであった。劉琨は朝廷へ上訴し、今が危急の時である事を訴えた。
6月、長安が劉曜･趙染らに攻撃されると、劉琨は参軍張肇に鮮卑五百騎余りを派遣して救援を命じた。張肇が到来すると、漢軍は戦わずに兵を退いた。
建興3年（315年）2月、司空・都督并冀幽三州諸軍事に任じたが、司空については固辞した。
8月、漢の大司馬劉曜が上党へ侵攻すると、劉琨は襄垣で迎え撃つも敗れた。

### 并州失陥
建興4年（316年）3月、代王拓跋猗盧が長男の拓跋六脩に殺害され、拓跋普根が拓跋六脩を討伐して後を継いだ。だが、この一件により国中は大いに乱れ、拓跋部の民と晋や烏桓から帰順した人が互いに殺し合うようになった。拓跋猗盧の腹心として長年仕え、衆望を集めていた左将軍の衛雄と信義将軍箕澹は、このような事態に陥ったので、劉琨へ帰順しようと謀った。そして、人質として派遣されていた劉琨の子の劉遵と共に、晋人や烏桓人3万世帯と牛馬羊10万頭を率いて劉琨へ帰順した。劉琨はこれに大いに喜び、自ら平城へ出向いて彼らを迎え入れた。これにより、劉琨の勢力は再び強大になった。
8月、長安が劉曜に包囲され、遂に愍帝は降伏し、西晋は滅亡した。
11月、坫城を守る東平郡太守韓拠が石勒に包囲され、劉琨に救援を要請した。劉琨は代から新たに得た精鋭を用い、石勒を威圧しようとした。箕澹と衛雄は「新たに得た兵は、確かに晋人ではありますが、長らく荒廃した土地で生きていました。恩信を学んでおらず、彼らを扱うのは難しいでしょう。今回得たのは鮮卑の一部に過ぎず、外には牛羊の如くの残胡がおります。今は関所を閉ざして固く守り、農業に励んで、充分に義を施してから用いるべきです。それでこそ功を立てることができるでしょう」と諫めた。劉琨はこれを聞き入れず、箕澹に歩兵と騎兵2万を与えて前鋒とし、劉琨自身は後詰となった。石勒は険阻な地に拠り、あたかも山上に兵がいるように見せかけ、前方二カ所には伏兵を置いた。箕澹は石勒軍を追って深入りし、伏兵に襲撃されて大敗した。箕澹と衛雄は代に奔り、韓拠は城を捨てて逃走した。この敗戦により并州の地は震撼した。この時期、日照りが続いたので劉琨軍は大いに窮し、次第に防衛すらままならなくなった。
12月、并州司空長史李弘が反乱を起こし、并州ごと石勒に降伏した。劉琨は広牧に駐軍していたが、これを聞くと進退に窮した。これを受け、段部の段匹磾は使者を派遣して劉琨を招聘した。段匹磾は朝廷より幽州刺史に任じられており、以前から劉琨の下へ使者を送っては共に晋室を助けたいと語っていた。劉琨は兵を率いて飛狐口を通過し、段匹磾の本拠地薊城に入った。段匹磾と劉琨は互いに尊重し合い、婚姻関係を結んで義兄弟の契りを交わした。

### 最期
建興5年（317年）2月、劉琨は段匹磾と共に晋王司馬睿を補佐することを決めた。劉琨は檄文を各地に発すると、右司馬･左長史温嶠を建康に派遣した。温嶠の従母は劉琨の妻であり、温嶠が江東に出むく前に劉琨は「晋朝は衰えたといえども、天命はまだ改まっていない。私は河朔で功を立てる。卿は江南で努力せよ」と伝えた。6月、温嶠が建康に到着すると、司馬睿へ帝に即位する上奏文を奉った。
同年（建武元年）7月、段匹磾は劉琨を推挙して大都督とし、共に石勒を討伐しようと目論んだ。劉琨らは載書を作ると各地に檄を飛ばし、共に石勒のいる襄国に集結せんとした。劉琨と段匹磾は進軍して固安に駐屯し、段匹磾の兄である遼西公段疾陸眷・叔父の段渉復辰・従弟の段末波らを招集した。しかし、段末波は石勒からかつて厚恩を受けていたので、軍を進めなかった。また、段疾陸眷らにも利害を説き、その兵を退かせた。劉琨と段匹磾は勢いを削がれ、止むなく退却した。
11月、東晋朝廷により劉琨は侍中・太尉に任じられ、以前の官職はそのままとなった。また、司馬睿は劉琨へ名刀を贈った。劉琨は「謹んでこれを身に着け、二虜（劉聡と石勒）の首を取って参ります」と答えた。
建武2年（318年）1月、段疾陸眷が死に段渉復辰が後を継ぐと、段匹磾は葬儀のため遼西に向かった。劉琨は世子の劉羣を送り、段匹磾に随行させた。段末波は段渉復辰へ、段匹磾が位を簒奪しに来たと偽りの進言をすると、段渉復辰はそれを信じて段匹磾の進軍を阻んだ。段末波はその隙をついて段渉復辰とその子弟を全て殺し、位を簒奪すると、さらに段匹磾を撃退した。劉羣は段末波に捕えられ、段匹磾は薊に引き返した。
3月、司馬睿は皇帝に即位し元帝となり、東晋が成立した。
段末波は劉羣を厚遇し、劉琨を幽州刺史に擁立しようと考え、劉羣に手紙を書かせて劉琨に送った。その手紙の内容は、劉琨が内応して段末波と共に段匹磾を挟撃するよう勧めるものであった。だが、段末波の使者は途中で段匹磾に捕えられた。この時、劉琨は征北小城（征北将軍の治所）に駐屯しており、何も知らずに段匹磾と面会した。段匹磾は劉羣の手紙を劉琨に見せると「公を疑ってはおらん。故に公には全てを伝えよう」といった。劉琨は「公と盟を結んで王室を助ける事を誓いあい、その力をもって国家の恥を雪がんとしているのだ。もしこの書が届けられていたとしても、わが子のために公を裏切って義を忘れるようなことはない」と言った。段匹磾は劉琨を大いに重んじていたので、劉琨を信じて帰らせようとした。しかし、弟の段叔軍は「我々は胡夷に過ぎず、晋人が服従しているのは恐れているからです。今、我等は骨肉の争いの中にあり、晋人が乱を起こすなら絶好の機会と言えます。もし誰かが劉琨を奉じて決起したならば、我が族は滅ぶことでしょう」と告げたので、段匹磾は劉琨を留めた。劉琨の庶長子劉遵は段匹磾に誅殺されるのを恐れ、劉琨の左長史楊橋・并州治中如綏と共に城門を閉じて守りを固めた。段匹磾は劉遵を諭したが応じなかったので、兵を派遣して攻めた。劉琨配下の龍季は兵糧を切らしながらも急行したが、遂に楊橋は斬られて如綏は降伏した。
代郡太守辟閭嵩・雁門郡太守王拠・後将軍韓拠は秘かに段匹磾を誅殺しようと目論見、攻具を製造した。韓拠の娘は段匹磾の子の妾であり、彼女はその謀略を聞くと、段匹磾に漏らした。こうして王拠と辟閭嵩は捕縛され、一族もとろも誅殺された。
東晋の大将軍王敦らは劉琨の存在を快く思っておらず、密かに段匹磾の下に使者を送り、劉琨を殺害するよう仕向けた。
5月8日、王敦の密使が段匹磾の下に至ると、段匹磾は部下が劉琨に付いて反乱を起こすことを恐れていたので、遂に元帝の詔を得たと称して劉琨を捕縛した。劉琨は王敦の使者が到来したと聞くと、わが子へ「処仲（王敦の字）の使者が来たのに我には何の連絡もない。これは私を殺すつもりであるからであろう。死生は命あり。ただ、仇敵に恥を雪げなかったことが恨めしい。死んだ両親に合わせる顔がない」と嘆いた。遂に段匹磾は劉琨を絞殺し、その子や甥四人も殺害した。享年48であった。

### 死後
劉琨の従事中郎盧諶・崔悦らは残った兵を率いて遼西の段末波を頼り、劉琨の子の劉羣を主に立てた。その他の多くの将は石勒に投降した。この事件が原因で漢人も少数民族も段匹磾から離れていった。元帝は段匹磾が河北を平定することを期待していたので、劉琨の喪を発して反発されるのを恐れて実行しなかった。
大興2年（319年）、温嶠がこれに反対して「劉琨は帝室に忠を尽くし、家を滅ぼし身を失いました。功績を称えて哀悼するべきです」と上書した。盧諶・崔悦も西遼から使者を送って劉琨が殺害されたことを不当だと訴えた。数年後、元帝は詔を下し「以前の太尉・広武侯劉琨は、忠亮で開済であり、王家に誠を尽くした。不幸にも遭難し、志節は遂げられなかったが、朕は甚だこれを悼むものである。戦時であったが故に、未だに弔祭を加えてなかった。幽州は以前に戻り、弔祭をするように」と述べ、太尉・侍中の官位を送り、愍という諡号を与えた。

## 人物
幼い頃から志があって合従連衡の才能を有しており、自分より優れていると思った者と良く交流した。また、晋室に対して忠心があり、かねてから大きな名声があったので、周囲から故国復興を期待されていた。その一方で、驕り昂る一面があり、贅沢で豪華な暮らしを好み、音楽と女色を嗜んだ。晋陽に着任して暫くは自制していたが、次第に元に戻っていったという。
劉琨はいつも、危亡に陥って大恥を雪ぐ事ができない事を憂慮していた。夷狄は義に伏させるのが難しく、情によって誠を抱かせるのは万に一つの僥倖だと思っていた。将軍や官吏と会う毎に世の状況を憤り悲しみ、私兵を率いて賊の拠点を陥落させたいと考えていたが、その謀略が果たされる前に段匹磾の庇護下に入った。彼が段匹磾の下に逃れて月日が経つと、遠近の人は憤り嘆いたという。劉琨は死を免れる事はできないであろうと思っていたが、周囲に動揺は見せなかったという。

## 祖逖との関係
祖逖とは若い時からの親友で、共に司州主簿となると、寝所を共にするほど親密な関係であった。また、彼らは共に英気があり、いつも世事について議論していたという。ある夜、突然鶏が鳴き声を挙げた。祖逖は隣で寝ていた劉琨を蹴り起こすと「これは凶兆などではない（乱世の兆しであるが、祖逖はこれを名を上げる好機と捉えた）」と言い、起きて舞を踊った。またある夜中、座から立ち上がるとお互いに「四海が沸き立てば、豪傑が並び立つであろう。我と汝は中原を避けよう」と言い合った。
祖逖が河南で功績を挙げると、劉琨は書を送って盛んに祖逖の威徳を称賛したという。
劉琨は常に祖逖の事が頭にあり、祖逖が東晋に重用されていると聞き「我は戈を枕にして朝を待ち、逆虜を討伐せんと志しているが、いつも祖生（祖逖）が我より先に鞭を著りはしないかと心配しているのだ」と人に語った。これが先鞭をつけるという故事成句の語源である。

## 逸話
- 拓跋猗盧は代王に封じられると、并州従事莫含を配下に迎えたく思い、劉琨のもとへ使者を派遣してその旨を伝えた。劉琨は承諾したが、莫含自身はこれを拒否した。劉琨は「并州は弱く、逸材は少ない。それでも、我が領土が持ちこたえられているのは、代王の力があってこそなのだ。我は身を低くし、息子を人質にしてまで彼に奉じているが、それは朝廷の恥を雪ごうと思っているからだ。お前が代王のもとへ行って、その腹心となれば、一州の頼みとなるのだぞ。卿がもしも忠臣ならば、何で小事にこだわって、殉国の大節を見失うのか」と、莫含へ説いた。莫含はこれに応じて代へ行くと、拓跋猗盧は彼を重用し、大計にも参画させた。

- 劉琨が晋陽にいた時、胡族の騎兵に幾重にも包囲されたことがあった。城中は困窮し、これを打破する計もなかった。劉琨は月登樓に乗ると、清く歌い出した。賊はこれを聞くと、皆悲しみが込み上げてきて深く嘆いた。深夜になると、さらに胡笳（葦の葉で作った笛）を奏でた。賊は郷里の地を思ってまた咽び泣いた。夜明けになってまたこれを奏でると、遂に賊は包囲を解いて逃げて行ったという。

- 河南の人である徐潤という人物は音律に精通しており、貴族勢力を渡り歩いていた。劉琨は徐潤の才能を愛し、晋陽県令に任じた。徐潤は劉琨から政務を預かると、その寵愛を侍んで驕り高ぶるようになった。奮威護軍令狐盛は気丈な人物であり、しばしば徐潤を諫めると共に劉琨へ徐潤を用いないよう勧めたが、劉琨は認めなかった。徐潤は劉琨へ「盛は公（劉琨）に帝を称するよう勧めております」と令狐盛を讒言すると、劉琨はそれを信じて令狐盛を誅殺した。彼の母は「汝は豪傑を扱って経略を弘められず、自らを安んじるために優秀な人物を除いている。これでどうして救われるというのです。このことで必ずや禍いが我に及ぶでしょう」と諫めたが、劉琨は従わなかった。令狐盛の子令狐泥は漢に降伏し、晋陽の内情を伝えた。この事が312年8月の劉聡の晋陽攻撃の引き金になっている。

- ある時、劉琨は五言詩を作り、別駕盧諶に送った[4]。劉琨が詩に込めた思いはただならぬものがあり、その憤りを伝えていた。遠く張陳（張良と陳平）に想いを馳せ、鴻門・白登に感じ入り、激しく誠実にそれを伝えた。盧諶は奇略のない人物であり、いつも詩歌のやり取りしていた劉琨とは気が合わなかった。だが、劉琨がこの詩を贈るに及んで重んじるようになり、劉琨へ書を送り「前篇にある帝王の大志は、ただの人臣が言える内容ではないな」と感嘆した。

## 家系

### 曾祖父
- 劉邁

### 祖父
- 劉進 - 魏の相国参軍･散騎常侍

### 父母
- 劉蕃 - 西晋の光禄大夫
- 郭氏 - 尚書郭奕の妹

### 妻
- 崔氏 - 崔参の娘

### 兄姉
- 劉輿 - 西晋の東海王左長史、定襄貞侯
- 劉氏 - 司馬荂（司馬倫の子）の妻

### 子
- 劉遵 - 庶長子
- 劉羣 - 冉魏の行台都督

## 参考資料
- 『晋書』列伝第三十二 - 劉琨伝
- 『資治通鑑』巻八十三 - 巻九十